# 의정부시·양주군·파주군
의정부시·양주군·파주군은 대한민국의 옛 국회의원 선거구이다. 당시 경기도 의정부시, 양주군, 파주군 지역을 관할했다.

## 역사
제9대 국회의원 선거를 앞두고 의정부시·양주군 선거구와 파주군 선거구가 통합되면서 신설되었다.
1980년 4월, 양주군 구리읍·미금읍·진접면·진건면·수동면·화도면·와부면·별내면 일부(청학리·용암리·덕송리·광전리·퇴계원리·화접리)가 남양주군으로 독립했다. 
제11대 국회의원 선거를 앞두고 의정부시와 양주군은 의정부시·양주군 선거구를 이루고 파주군은 고양군과 합쳐져 파주군·고양군 선거구를 형성하였으며 남양주군은 양평군과 함께 남양주군·양평군 선거구를 형성하게 됨에 따라 폐지되었다.

## 역대 국회의원
| 선거   | 정당 | 정당       | 1위 의원 | 정당 | 정당   | 2위 의원 |
| ------ | ---- | ---------- | -------- | ---- | ------ | -------- |
| 1973년 |      | 민주공화당 | 박명근   |      | 무소속 | 이진용   |
| 1978년 |      | 민주공화당 | 박명근   |      | 신민당 | 김형광   |

## 역대 선거 결과

### 대한민국 제9대 국회의원 선거
|  | 47.93% |

|  | 19.16% |

|  | 16.60% |

|  | 9.69% |

|  | 6.60% |

### 대한민국 제10대 국회의원 선거
|  | 42.38% |

|  | 39.34% |

|  | 14.82% |

|  | 3.44% |